# Lee Iacocca
Lee Iacocca, all'anagrafe Lido Anthony Iacocca (Allentown, 15 ottobre 1924 – Bel Air, 2 luglio 2019), è stato un manager statunitense di origini italiane, noto soprattutto per il salvataggio della Chrysler negli anni ottanta.
Fu presidente e amministratore delegato della Chrysler dal 1978 e presidente del consiglio di amministrazione dal 1979, fino al suo ritiro alla fine del 1992. Fu uno dei più stimati uomini d'affari del mondo e un appassionato sostenitore delle esportazioni americane durante gli anni ottanta.  È autore o coautore di alcuni libri, fra cui Iacocca: An Autobiography (Iacocca: un'autobiografia, con William Novak) e Where have all the Leaders Gone? (Dove sono finiti tutti i leader?).

## Biografia

### Giovinezza e vita privata
Iacocca nacque ad Allentown, in Pennsylvania, figlio di immigrati italiani originari di San Marco dei Cavoti (in provincia di Benevento), Nicola Iacocca ed Antonietta Perrotta, che si erano stabiliti nel comprensorio delle acciaierie della Pennsylvania e avevano aperto il ristorante Yocco's Hot Dogs. Il suo peculiare nome, Lido, pare derivi dal celebre Lido di Venezia, dove i genitori, in luna di miele, l'avrebbero concepito. Tale romantica diceria però sarebbe stata smentita dallo stesso Iacocca, riportando nella propria autobiografia come i genitori non si siano mai recati a Venezia per il loro viaggio di nozze.
Iacocca si diplomò presso la Allentown High School (oggi William Allen High School) nel 1942 e si laureò in ingegneria industriale alla Lehigh University, nella vicina Bethlehem. Dopo la laurea alla Lehigh, vinse la borsa di studio Wallace Memorial Fellowship e fu ammesso alla Princeton University, dove scelse politica e materie plastiche.  Quindi iniziò la sua carriera alla Ford come ingegnere. Insoddisfatto del suo lavoro, cambiò ruolo in Ford ed entrò nel settore commerciale. Ebbe notevole successo nelle vendite e fece una rapida carriera in Ford, dove approdò allo sviluppo prodotto.
Iacocca sposò Mary McCleary nel 1956. Mary Iacocca morì nel 1983, dopo aver combattuto per anni contro il diabete. Sia prima sia dopo la morte della moglie, Iacocca è stato un grande sostenitore di migliori cure mediche per i diabetici, che spesso andavano incontro a complicazioni invalidanti o letali. Iacocca sposò la seconda moglie Peggy Johnson il 17 aprile 1986 e divorziò nel 1987 - ottenendo la nullità del matrimonio. Sposò la terza moglie, Darrien Earle, nel 1991, da cui divorziò tre anni più tardi nel 1994.

### Carriera in Ford
Iacocca entrò in Ford nel 1946 e dopo una breve esperienza come ingegnere, fece richiesta di occuparsi di vendite e marketing, dove brillò. Lavorando in una zona di vendita, Iacocca acquisì fama a livello nazionale con la campagna 56 for 56, in cui offriva automobili del 1956 a rate di 56 dollari al mese. La sua campagna fu estesa a livello nazionale e Iacocca fu chiamato a Dearborn, dove percorse una brillante carriera fino a divenire presidente della Ford Division a 40 anni, il 15 ottobre 1964.
Iacocca si occupò del design di molti modelli Ford di successo, fra cui la Ford Mustang. Fu anche responsabile della Lincoln Continental Mark III, della Ford Fiesta e della rinascita del marchio Mercury nella seconda metà degli anni sessanta, che prevedeva il lancio della Mercury Cougar e della Mercury Marquis. Si occupò indirettamente anche della Ford Pinto. Promosse alcuni altri progetti che non furono commercializzati dalla Ford, ma furono poi lanciati da Chrysler: la K car e il minivan. Divenne presidente della Ford, ma ebbe contrasti con Henry Ford II e nel 1978 fu licenziato da Ford, nonostante avesse portato l'azienda a un utile di 2 miliardi di dollari.

### Carriera in Chrysler
Dopo il licenziamento dalla Ford, Lee fu aggressivamente corteggiato dalla Chrysler Corporation, che era sul punto di uscire dal mercato (a quell'epoca, l'azienda perdeva milioni di dollari, soprattutto a causa dei modelli Dodge Aspen e Plymouth Volare, automobili di cui Iacocca in seguito disse che non avrebbero mai dovuto essere prodotte). Iacocca entrò in Chrysler e iniziò a ricostruire l'azienda dalle fondamenta, riducendo il numero degli operai, vendendo la divisione europea di Chrysler (in perdita) a Peugeot e chiamando molti dei suoi precedenti collaboratori in Ford. Sempre da Ford, Iacocca portò in Chrysler il progetto "Mini-Max" che, nel 1983, fu commercializzato come Dodge Caravan e Plymouth Voyager. Interessante notare che Henry Ford II non voleva saperne del progetto Mini-Max e questo aveva bloccato il progetto presso la Ford. Hal Sperlich, il maggior promotore del progetto Mini-Max in Ford era stato licenziato qualche mese prima di Iacocca ed era stato assunto dalla Chrysler.
Iacocca poco dopo lanciò sul mercato le subcompatte Dodge Omni e Plymouth Horizon. Le Omni e le Horizon a trazione anteriore divennero dei best seller, con 300.000 auto vendute per ciascun modello nell'anno del debutto. Ironicamente queste vetture erano state progettate insieme con la Chrysler Horizon che aveva come target il mercato europeo, a cui Iacocca aveva rinunciato nel 1978. Rendendosi conto che l'azienda sarebbe uscita dal mercato se non avesse ricevuto pesanti sovvenzioni per la ristrutturazione, Iacocca si rivolse al Congresso degli Stati Uniti nel 1979 chiedendo garanzie per i mutui. Sebbene talvolta si dica che il Congresso abbia concesso dei prestiti a Chrysler, in realtà si limitò a fornire garanzie per la Chrysler. Era una mossa senza precedenti, ma Iacocca puntò sul sostegno del governo a compagnie aeree e ferrovie, rimarcando che la chiusura della Chrysler avrebbe comportato la perdita di un maggior numero di posti di lavoro.
In questo modo, sebbene la decisione fosse stata controversa, Iacocca ricevette garanzie dal governo. A questo punto la Chrysler introdusse la prima linea di K-Car, la Dodge Aries e la Plymouth Reliant, nel 1981. Come il minivan che sarebbe stato introdotto più tardi, queste compatte si basavano sui progetti rifiutati da Ford. Subito dopo la crisi petrolifera degli anni settanta, queste auto piccole, efficienti ed economiche, a trazione anteriore, furono vendute con successo. Chrysler lanciò il minivan, una creatura di Sperlich, nell'autunno del 1983: guiderà le vendite nel segmento per ben 25 anni  Grazie alle K-cars e ai minivan e alle riforme di Iacocca, l'azienda si riprese e riuscì a ripagare il debito garantito dal governo sette anni prima del previsto.
A Iacocca si deve anche l'acquisizione da parte della Chrysler di AMC nel 1987, che portò la profittevole divisione Jeep all'interno del gruppo Chrysler. Creò anche la divisione Eagle, che ebbe vita breve, dalla parte restante di AMC. In questo periodo, AMC aveva già terminato gran parte del progetto Jeep Grand Cherokee, che Iacocca voleva a tutti i costi. La Grand Cherokee non sarebbe stata lanciata che nel 1992 con il modello per l'anno 1993, quando Iacocca aveva già lasciato Chrysler. Negli anni Ottanta, Iacocca comparve in campagne pubblicitarie per le vetture Chrysler, con lo slogan The pride is back ("L'orgoglio è tornato") per rimarcare la profonda ristrutturazione dell'azienda. Indirizzava ai consumatori una frase divenuta celebre: If you can find a better car, buy it ("Se riuscite a trovare un'auto migliore, compratela").

### Altre occupazioni e attività
Nel maggio del 1982, Ronald Reagan nominò Iacocca a capo della Fondazione Statue of Liberty-Ellis Island, creata per raccogliere fondi per il restauro e la salvaguardia della Statua della Libertà. È rimasto nel consiglio di amministrazione della fondazione sino alla morte. Nel 1984 Iacocca fu coautore (con William Novak) della sua autobiografia, intitolata Iacocca: An Autobiography.  Fu un libro di grande successo, in cima alle classifiche di vendita per i libri di saggistica a copertina rigida fra il 1984 e il 1985. Il ricavato delle vendite fu devoluto alla ricerca sul diabete. Iacocca fece una comparsa in Miami Vice, nel ruolo di Park Commissioner Lido nell'episodio 44 (intitolato Sons and Lovers) il 9 maggio 1986. Il nome del personaggio contiene un riferimento al suo nome di battesimo. Era spesso citato da Izzy Moreno, uno dei personaggi principali della serie.
Nel 1988, Iacocca fu coautore (con Sonny Kleinfeld) di Talking Straight, un libro scritto in risposta alla biografia Made in Japan di Akio Morita, un saggio che elogiava la cultura giapponese del lavoro duro. Talking Straight elogiava l'innovazione e la creatività degli americani. Il governatore della Pennsylvania Robert P. Casey propose a Iacocca la candidatura al Senato degli Stati Uniti nel 1991, ma Iacocca rinunciò.
Dal 1997 è più volte tornato in visita ufficiale a San Marco dei Cavoti, paese della provincia di Benevento e luogo d'origine dei suoi genitori. In loro onore l'amministrazione comunale ha collocato una lapide sulla facciata del Municipio, mentre al padre Nicola Iacocca ha intitolato l'aula magna della Fondazione Iacocca, unica sede internazionale affiliata allo Iacocca Institute tenacemente voluta dallo stesso Lee. Nel 1999 Iacocca divenne il numero uno di EV Global Motors, un'azienda che produce e commercializza biciclette elettriche con una velocità massima di 25 km/h e un'autonomia di 32 km.
In politica, Iacocca sostenne George W. Bush alle elezioni presidenziali del 2000. Nelle elezioni del 2004 invece sostenne l'avversario di Bush, John Kerry. Successivamente, nell'elezione del governatore del Michigan del 2006, Iacocca sostenne in una campagna televisiva il candidato repubblicano Dick DeVos, che perse. Ha anche sostenuto il governatore del Nuovo Messico Bill Richardson come candidato alle elezioni presidenziali del 2008.
Sia prima sia dopo la morte della prima moglie a causa del diabete, è stato un grande sostenitore della ricerca per trovare una cura alla malattia ed è stato uno degli sponsor principali per la ricerca innovativa condotta da Denise Faustman al Massachusetts General Hospital. Nel 2000 Iacocca ha fondato "Olivio Premium Products", un'azienda che produce una linea di prodotti alimentari a base di olio di oliva chiamata "Olivio". Tutti i profitti dell'azienda sono devoluti alla ricerca sul diabete. Nel 2004 Iacocca lanciò Join Lee Now, una campagna per portare la ricerca della Faustman alla sperimentazione sull'uomo nel 2006.
Iacocca è stato un sostenitore di Nourish the Children ("Nutrire i bambini"), un'iniziativa di Nu Skin Enterprises, dal suo avvio nel 2002. È stato il presidente del consiglio di amministrazione di Nourish the Children sino alla morte. Il 17 maggio 2007, l'editore Simon & Schuster ha pubblicato un nuovo libro di Iacocca, Where Have All the Leaders Gone?, scritto a quattro mani con Catherine Whitney. Nel libro Iacocca scrive:
Il 3 dicembre 2007 Iacocca ha aperto un sito web per incoraggiare il dialogo sulle sfide del nostro tempo, come i crescenti costi del sistema sanitario americano e il ritardo statunitense nello sviluppo di forme di energia alternativa e veicoli ibridi. Questo sito promuove anche il libro Where Have All the Leaders Gone? e permette ai visitatori di giudicare i candidati alla presidenza in base alle qualità che secondo Iacocca ogni leader deve avere: curiosità, creatività, comunicazione, carattere, coraggio, convinzione, carisma, competenza e buon senso.

## Opere
- Where Have All the Leaders Gone, Scribner, 2007, ISBN 1-4165-3247-1
- con Sonny Klenfield, Talking Straight, Bantam, 1988, ISBN 0-553-05270-5
- con William Novak, Iacocca: An Autobiography, Bantam, 1986, ISBN 5-532-51473-9

## Nella cultura di massa
- Nel film Le Mans '66 - La grande sfida (Ford v Ferrari), diretto da James Mangold nel 2019, viene interpretato da Jon Bernthal